# Poměrová analýza
Poměrová analýza vychází z účetních výkazů, a to z rozvahy a výkazu zisku a ztrát. Vzniká ze vzájemné vazby ukazatelů, kdy jsou jejich absolutní hodnoty dávány do vzájemných poměrů, aby bylo možno je analyzovat.
Ukazatele se obvykle sdružují do skupin, přičemž každá tato skupina se váže k některému aspektu finančního stavu podniku. Zpravidla se uvádí dělení do pěti základních skupin, a to podle posuzované vlastnosti objektu, respektive skutečnosti, na kterou se zaměřuje.

## Ukazatele rentability
Ukazatelé rentability jsou v praxi jedny z nejsledovanějších ukazatelů. Rentabilita neboli výnosnost investovaného kapitálu je měřítkem schopnosti podniku vytvářet nové zdroje a dosahovat zisku pomocí vloženého kapitálu. U těchto poměrových ukazatelů se vychází z účetních výkazů, jako jsou rozvaha a výkaz zisku a ztráty. Všechny ukazatele rentability fungují na stejné bázi, neboť udávají, kolik Kč zisku připadá na 1 Kč jmenovatele.

### Rentabilita celkových aktiv (ROA)
Rentabilita celkových aktiv je důležitý ukazatel, který měří výkonnost neboli produkční sílu podniku. Pokud se v čitateli dosadí EBIT, pak je možné měřit výkonnost podniku bez vlivu zadlužení a daňového zatížení.

### Rentabilita vlastního kapitálu (ROE)
Ukazatel rentability vlastního kapitálu je jedním z klíčových ukazatelů, na který se soustřeďují především akcionáři, společníci a další investoři. Ukazatel je měřítkem, které spočívá v měření, kolik čistého zisku připadá na 1 Kč investovaného kapitálu akcionářem nebo společníkem.

### Rentabilita tržeb (ROS)
Ukazatel vyjadřuje ziskovou marži, která je velmi důležitým faktorem pro hodnocení úspěšnosti činnosti podniku. Hodnotu ziskové marže je dobré porovnat s podniky, které se zabývají stejnou, nebo podobnou činností.

### Rentabilita vloženého kapitálu (ROI)
Ukazatel rentability vloženého kapitálu vyjadřuje poměr zisku s výší celkového kapitálu. Vyjadřuje míru působení celkového kapitálu vloženého do firmy bez ohledu na zdroj financování.

## Ukazatele likvidity
Ukazatele likvidity vyjadřují schopnost podniku splácet své závazky. Tito ukazatelé v podstatě poměřují to, čím je možno platit, s tím, co je nutno zaplatit.

### Běžná likvidita (III. stupně)
Ukazatel běžné likvidity vyjadřuje, kolikrát pokrývají oběžná aktiva krátkodobé cizí zdroje, což znamená, kolikrát je podnik schopen uspokojit věřitele, pokud by proměnil veškerá oběžná aktiva v daném okamžiku na peněžní prostředky. Doporučené rozmezí pro hodnotu ukazatele je 1,5 – 2,5. Pokud směřuje k hodnotě 1 a méně, pak veškerá provozní činnost je hrazena z cizích zdrojů.

### Pohotová likvidita (II. stupně)
Ukazatel vylučuje nejméně likvidní část oběžných aktiv – zásoby z ukazatele běžné likvidity. Ukazatel pohotové likvidity by měl mít hodnotu v rozmezí 1 – 1,5. Pokud by byla hodnota menší než 1, pak by podnik musel spoléhat na případný prodej zásob. Naopak vysoké hodnoty značí značný objem oběžných aktiv ve formě pohotových prostředků, které podniku přinášejí pouze minimální nebo žádný úrok. Pokud podnik vlastní nadměrnou výši pohotových prostředků, vede to k neproduktivnímu využívání vložených prostředků a tím negativně ovlivňuje celkovou výkonnost celého podniku.

### Okamžitá likvidita (I. stupně)
Ukazatel okamžité likvidity je nejpřísnější ukazatel likvidity. Hodnoty tohoto ukazatele by měly být v rozmezí 0,2 – 0,5. Pokud by hodnoty podniku vykazovaly vysoké hodnoty, svědčilo by to o neefektivním využití finančních prostředků.

## Ukazatele aktivity
S pomocí ukazatelů aktivity lze zjistit, zda je velikost jednotlivých druhů aktiv v rozvaze přiměřená k poměru současným nebo budoucím hospodářským aktivitám podniku, což znamená, zda ukazatele aktivity měří schopnost podniku využívat vložené prostředky. Vyjadřují se v podobě obratu jednotlivých položek aktiv, případně pasiv a jejich doby obratu.

### Obrat aktiv
Ukazatel obratu aktiv měří efektivitu, s jakou je podnik schopen využívat veškeré prostředky pro podnikání. Minimální doporučovaná hodnota obratu aktiv je 1. Pokud má podnik nízkou hodnotu tohoto ukazatele, tak to znamená, že má neúměrnou majetkovou vybavenost a neefektivně jí také využívá. Všeobecná platí, že čím je hodnota vyšší, tím pro podnik lépe.

### Obrat zásob
Obrat zásob vyjadřuje, kolikrát je každá položka zásob prodána a znovu naskladněna v průběhu celého roku. Pokud je výsledná hodnota ukazatele vyšší než průměry, nemá podnik zbytečné nelikvidní zásoby, které by vyžadovaly nadbytečné financování. Pokud je hodnota nižší, podnik disponuje přebytečnými zásobami, které na sebe vážou prostředky a musí být profinancovány.

### Doba obratu zásob
Doba obratu zásob je ukazatel vyjadřující průměrný počet dnů, po které jsou zásoby vázány v podniku do doby jejich prodeje nebo spotřeby. Obecně platí, že čím kratší je doba obratu zásob, tím pro podnik lépe.

### Doba obratu pohledávek
Doba obratu pohledávek je dobou existence kapitálu ve formě pohledávek. Ukazatel vyjadřuje podíl průměrného stavu pohledávek a průměrných denních tržeb podniku. Je v něm zahrnuto období od okamžiku prodeje na obchodní úvěr, po které musí podnik čekat, než obdrží platby od svých odběratelů, které je zprůměrováno. Delší průměrná doba inkasa pohledávek značí větší potřebu úvěrů a s tím spojené vyšší náklady.

### Doba obratu závazků
Doba obratu závazků vyjadřuje dobu, kdy závazek vznikl, do doby jeho úhrady. Tento ukazatel by měl dosáhnout alespoň hodnoty ukazatele doby obratu pohledávek.

## Ukazatele zadluženosti
Ukazatele zadluženosti se zabývají finanční strukturou podniku z dlouhodobého hlediska. Měří výši rizika, které firma podstupuje při určité finanční struktuře vlastních a cizích zdrojů podniku. Z hlediska zadluženosti je obecně platné, že čím větší je objem závazků, tím více je potřeba v budoucnosti věnovat pozornost tvorbě prostředků na jejich splácení. Všechny ukazatele zadluženosti umožňují podnikům určit, v jakém rozsahu jsou aktiva financována cizími zdroji.

### Celková zadluženost
Ukazatel celkové zadluženosti udává poměr mezi celkovými závazky daného podniku a jeho celkovými aktivy. Měří tedy rozsah, v jakém podnik ke svému financování využívá cizí zdroje.

### Míra zadluženosti
Ukazatel míry zadluženosti je poměrem mezi cizími zdroji a vlastním kapitálem. Tento ukazatel je velice významný pro banku za situace, pokud například podnik žádá o nový úvěr. Banka se na jeho základě rozhoduje, zda úvěr poskytnout, či nikoliv. Pro toto rozhodnutí je důležitý jeho časový vývoj, zda se podíl cizích zdrojů zvyšuje, či snižuje. Ukazatel je důležitý také pro věřitele, neboť signalizuje, do jaké míry by mohly být ohroženy jejich nároky.

### Míra samofinancování
Ukazatel míry samofinancování vyjadřuje podíl vlastního kapitálu podniku k jeho celkovým aktivům. Udává v jaké míře jakou aktiva podniku financována penězi svých vlastníků. Hodnota tohoto ukazatele by se měla pohybovat u zdravých podniků okolo úrovně 0,5.

### Úrokové krytí
Ukazatel úrokového krytí udává kolikrát zisk před odpočtem úroků a daní (EBIT) pokrývá úrokové náklady podniku. U prosperujících podniků se hodnota ukazatele pohybuje v rozmezí 6–8. Pokud by hodnota klesla pod 2, šlo by o kritickou situaci.

## Provozní ukazatele
Provozní ukazatele jsou zaměřeny dovnitř firmy, kde se uplatňují ve vnitřním řízení. Jsou důležitými prostředky pro management, jelikož díky těmto ukazatelům dokáží sledovat a analyzovat vývoj provozních aktivit podniku. Provozní ukazatele se opírají o tokové veličiny podniku, kterými jsou především náklady.

### Produktivita z přidané hodnoty
Vyjadřuje objem z přidané hodnoty, který byl vytvořen v průměru jedním zaměstnancem podniku.

### Produktivita z výkonů
Ukazatel udává, jak vysoké byly výkony, v tisících korun, na zaměstnance za jeden rok.